# レオニード・サハロフ
レオニード・ソロモノヴィチ・サハロフ（ロシア語: Леонид Соломонович Са́харов、ラテン文字転写: Leonid Solomonovich Sakharov、1900年 - 1928年5月10日）は、旧ソビエト連邦の心理学者である。彼は、ロシアの著名な心理学者であるレフ・ヴィゴツキーの共同研究者として知られており、特に概念形成に関する研究で重要な役割を果たした。

## 生涯
レオニード・ソロモノヴィチ・サハロフは、1900年に生まれた。彼の生涯については多くの詳細が不明であるが、若くしてその才能を認められ、心理学の分野で活動したことが知られている。彼は特に、レフ・ヴィゴツキーとの共同研究に深く関与した。
ヴィゴツキーは、文化歴史的心理学の創始者として知られ、人間の高次精神機能の発展における文化的・歴史的要因の重要性を強調した。サハロフは、このヴィゴツキー学派の一員として、概念形成の実験的研究に貢献した。
しかし、彼のキャリアは短く、1928年5月10日にわずか28歳で死去した。その短い生涯にもかかわらず、彼の研究はヴィゴツキーの理論の発展に不可欠なものとなった。

## 心理学への貢献
サハロフの心理学への貢献は、主にレフ・ヴィゴツキーとの共同研究を通じて行われた。特に有名なのが、彼が考案した「ヴィゴツキー・サハロフ・テスト」または「ヴィゴツキー・ブロック・テスト」と呼ばれる概念形成の実験手法である。
このテストは、色、形、高さ、幅の異なる木製のブロックを使用し、被験者が隠された規則性に基づいてブロックを分類する課題である。このテストは、単なる知覚的な分類ではなく、抽象的な概念の形成過程を明らかにすることを目的としていた。被験者は、ブロックの底面に書かれた無意味な記号（例：LAG, MUR, BLK, CEV）を手がかりに分類を行うよう求められる。これらの記号は特定の属性（例：背が高く幅広のブロックはすべて同じ記号）に対応しており、被験者は試行錯誤を通じてその規則性を発見し、概念を形成していく過程が観察される。
サハロフは、このテストを通じて、子どもの概念発達における「複合思考（complex thinking）」から「真の概念（true concepts）」への移行段階を実証しようとした。これは、ヴィゴツキーの提唱した「最近接発達の領域（Zone of Proximal Development, ZPD）」の考え方とも密接に関連している。ZPDとは、子どもが一人では解決できないが、他者の援助があれば解決できる領域を指し、この領域での学習が概念形成を促進するとされる。
サハロフの研究は、思考と言語、概念形成、そして学習のプロセスに関するヴィゴツキーの理論に具体的な実験的根拠を与えた。彼の貢献は、ソビエト心理学における文化歴史的アプローチの確立に不可欠なものであり、今日でも認知発達心理学や教育心理学において言及されることがある。